# Primi ministri del Regno Unito
Quanto segue è un elenco dei primi ministri del Regno Unito (e ancor prima del Regno di Gran Bretagna) dal 1721 ad oggi.

## Cronotassi

### Primi ministri del Regno di Gran Bretagna (fino al 1800)
- Primi Ministri della Corona
  - John Churchill, I duca di Marlborough (1689-1705), whig
  - Robert Harley, conte di Oxford (1706-1708), tory
  - John Somers (1708-1710), whig
  - Robert Harley (1710-1715), tory
  - Theodor Parker, conte di Bacclefield (1718-1720)

| N° | Primo ministro          | Primo ministro   | Primo ministro                                                | Mandato                | Mandato          | Partito          | Governo                | Sovrano               |
| -- | ----------------------- | ---------------- | ------------------------------------------------------------- | ---------------------- | ---------------- | ---------------- | ---------------------- | --------------------- |
| 1  |                         |                  | Sir Robert Walpole (1676–1745)                                | 4 aprile 1721          | 15 maggio 1730   | Partito Whig     | Whigs                  | Giorgio I (1714-1727) |
| 1  | 15 maggio 1730          | 11 febbraio 1742 | Sir Robert Walpole (1676–1745)                                | Giorgio II (1727-1760) |                  | Partito Whig     | Whigs                  |                       |
| 2  |                         |                  | Spencer Compton Conte di Wilmington (1674-1743)               | Giorgio II (1727-1760) | 16 febbraio 1742 | 2 luglio 1743    | Whigs                  | Partito Whig          |
| 3  |                         |                  | Henry Pelham (1694-1754)                                      | Giorgio II (1727-1760) | 27 agosto 1743   | 7 marzo 1754†    | Whigs                  | Partito Whig          |
| 4  |                         |                  | Thomas Pelham-Holles Duca di Newcastle (1693-1768)            | Giorgio II (1727-1760) | 16 marzo 1754    | 16 novembre 1756 | Whigs                  | Partito Whig          |
| 5  |                         |                  | William Cavendish Duca del Devonshire (1720-1764)             | Giorgio II (1727-1760) | 16 novembre 1756 | 25 luglio 1757   | Whigs                  | Partito Whig          |
| 6  |                         |                  | Thomas Pelham-Holles Duca di Newcastle (1693-1768)            | Giorgio II (1727-1760) | 2 luglio 1757    | 26 maggio 1762   | Whigs                  | Partito Whig          |
| 6  | Giorgio III (1760-1820) |                  | Thomas Pelham-Holles Duca di Newcastle (1693-1768)            |                        | 2 luglio 1757    | 26 maggio 1762   | Whigs                  | Partito Whig          |
| 7  |                         |                  | John Stuart Conte di Bute (1713-1792)                         | 26 maggio 1762         | 16 aprile 1763   | Partito Tory     | Tories                 |                       |
| 8  |                         |                  | George Grenville (1712-1770)                                  | 16 aprile 1763         | 13 luglio 1765   | Partito Whig     | Grenville Whigs        |                       |
| 9  |                         |                  | Charles Watson-Wentworth Marchese di Rockingham (1730-1782)   | 13 luglio 1765         | 30 luglio 1766   | Partito Whig     | Rockingham Whigs       |                       |
| 10 |                         |                  | William Pitt il Vecchio Conte di Chatham (1708-1778)          | 30 luglio 1766         | 14 ottobre 1768  | Partito Whig     | Chatham Whigs          |                       |
| 11 |                         |                  | Augustus Henry Fitzroy Duca di Grafton (1735-1811)            | 14 ottobre 1768        | 28 gennaio 1770  | Partito Whig     | Chatham Whigs          |                       |
| 12 |                         |                  | Frederick North Lord North (1732-1792)                        | 28 gennaio 1770        | 22 marzo 1782    | Partito Tory     | Tories                 |                       |
| 13 |                         |                  | Charles Watson-Wentworth Marchese di Rockingham (1730-1782)   | 27 marzo 1782          | 1º luglio 1782†  | Partito Whig     | Rockingham Whigs       |                       |
| 14 |                         |                  | William Petty Conte di Shelburne (1737-1805)                  | 4 luglio 1782          | 2 aprile 1783    | Partito Whig     | Chatham Whigs          |                       |
| 15 |                         |                  | William Henry Cavendish-Bentinck Duca di Portland (1738-1809) | 2 aprile 1783          | 19 dicembre 1783 | Partito Whig     | Coalizione Fox-North   |                       |
| 16 |                         |                  | William Pitt il Giovane (1759-1806)                           | 19 dicembre 1783       | 14 marzo 1801    | Partito Tory     | Pittite Whigs (Tories) |                       |

### Primi ministri del Regno Unito (dal 1800)
| N° | Primo ministro          | Primo ministro   | Primo ministro                                                      | Mandato                               | Mandato                           | Partito                                      | Governo                                 | Sovrano                                                 |
| -- | ----------------------- | ---------------- | ------------------------------------------------------------------- | ------------------------------------- | --------------------------------- | -------------------------------------------- | --------------------------------------- | ------------------------------------------------------- |
| 17 |                         |                  | Henry Addington Visconte Sidmouth (1757-1844)                       | 17 marzo 1801                         | 10 maggio 1804                    | Partito Tory                                 | Pittite Whigs (Tories)                  | Giorgio III (1760-1820)                                 |
| 18 |                         |                  | William Pitt il Giovane (1759-1806)                                 | 10 maggio 1804                        | 23 gennaio 1806†                  | Partito Tory                                 | Pittite Whigs (Tories)                  | Giorgio III (1760-1820)                                 |
| 19 |                         |                  | William Wyndham Grenville Barone Grenville (1759-1834)              | 11 febbraio 1806                      | 31 marzo 1807                     | Partito Whig                                 | Governo di Unità Nazionale              | Giorgio III (1760-1820)                                 |
| 20 |                         |                  | William Henry Cavendish-Bentinck Duca di Portland (1738-1809)       | 31 marzo 1807                         | 4 ottobre 1809                    | Partito Tory                                 | Pittite Whigs (Tories)                  | Giorgio III (1760-1820)                                 |
| 21 |                         |                  | Spencer Perceval (1762-1812)                                        | 4 ottobre 1809                        | 11 maggio 1812†                   | Partito Tory                                 | Tories                                  | Giorgio III (1760-1820)                                 |
| 22 |                         |                  | Robert Banks Jenkinson Conte di Liverpool (1770-1828)               | 9 giugno 1812                         | 10 aprile 1827                    | Partito Tory                                 | Tories (nominalmente Whigs)             | Giorgio IV Principe Reggente (1811-1820) Re (1820-1830) |
| 23 |                         |                  | George Canning (1770-1827)                                          | 10 aprile 1827                        | 8 agosto 1827†                    | Partito Tory                                 | Canningite Tories - Whigs               | Giorgio IV Principe Reggente (1811-1820) Re (1820-1830) |
| 24 |                         |                  | Frederick John Robinson Visconte Goderich (1782-1859)               | 31 agosto 1827                        | 22 gennaio 1828                   | Partito Tory                                 | Canningite Tories - Whigs               | Giorgio IV Principe Reggente (1811-1820) Re (1820-1830) |
| 25 |                         |                  | Arthur Wellesley Duca di Wellington (1769-1852)                     | 22 gennaio 1828                       | 22 novembre 1830                  | Partito Tory                                 | Tories                                  | Giorgio IV Principe Reggente (1811-1820) Re (1820-1830) |
| 26 |                         |                  | Charles Grey Conte Grey (1764-1845)                                 | 22 novembre 1830                      | 16 luglio 1834                    | Partito Whig                                 | Whigs                                   | Guglielmo IV (1830-1837)                                |
| 27 |                         |                  | William Lamb Visconte Melbourne (1779-1848)                         | 16 luglio 1834                        | 17 novembre 1834                  | Partito Whig                                 | Whigs                                   | Guglielmo IV (1830-1837)                                |
| 28 |                         |                  | Arthur Wellesley Duca di Wellington (1769-1852)                     | 17 novembre 1834                      | 9 dicembre 1834                   | Partito Tory                                 | Tories (caretaker)                      | Guglielmo IV (1830-1837)                                |
| 29 |                         |                  | Sir Robert Peel (1788-1850)                                         | 10 dicembre 1834                      | 18 aprile 1835                    | Partito Conservatore                         | Conservatori                            | Guglielmo IV (1830-1837)                                |
| 30 |                         |                  | William Lamb Visconte Melbourne (1779-1848)                         | 18 aprile 1835                        | 30 agosto 1841                    | Partito Whig                                 | Whigs                                   | Guglielmo IV (1830-1837)                                |
| 30 | Vittoria (1837-1901)    |                  | William Lamb Visconte Melbourne (1779-1848)                         | 18 aprile 1835                        | 30 agosto 1841                    | Partito Whig                                 | Whigs                                   |                                                         |
| 31 |                         |                  | Sir Robert Peel (1788-1850)                                         | 30 agosto 1841                        | 30 giugno 1846                    | Partito Conservatore                         | Conservatori                            |                                                         |
| 32 |                         |                  | John Russell Conte di Russell (1792-1878)                           | 30 giugno 1846                        | 23 febbraio 1852                  | Partito Whig                                 | Whigs                                   |                                                         |
| 33 |                         |                  | Edward Smith-Stanley Conte di Derby (1799-1869)                     | 23 febbraio 1852                      | 19 dicembre 1852                  | Partito Conservatore                         | Conservatori                            |                                                         |
| 34 |                         |                  | George Hamilton Gordon Conte di Aberdeen (1784-1860)                | 19 dicembre 1852                      | 6 febbraio 1855                   | Peelita                                      | Peeliti (Conservatori Liberali) - Whigs |                                                         |
| 35 |                         |                  | Henry John Temple Visconte Palmerston (1784-1865)                   | 6 febbraio 1855                       | 20 febbraio 1858                  | Partito Whig                                 | Whigs                                   |                                                         |
| 36 |                         |                  | Edward Smith-Stanley Conte di Derby (1799-1869)                     | 20 febbraio 1858                      | 12 giugno 1859                    | Partito Conservatore                         | Conservatori                            |                                                         |
| 37 |                         |                  | Henry John Temple Visconte Palmerston (1784-1865)                   | 12 giugno 1859                        | 18 ottobre 1865†                  | Partito Liberale                             | Liberali                                |                                                         |
| 38 |                         |                  | John Russell Conte di Russell (1792-1878)                           | 29 ottobre 1865                       | 28 giugno 1866                    | Partito Liberale                             | Liberali                                |                                                         |
| 39 |                         |                  | Edward Smith-Stanley Conte di Derby (1799-1869)                     | 28 giugno 1866                        | 27 febbraio 1868                  | Partito Conservatore                         | Conservatori                            |                                                         |
| 40 |                         |                  | Benjamin Disraeli (1804-1881)                                       | 27 febbraio 1868                      | 3 dicembre 1868                   | Partito Conservatore                         | Conservatori                            |                                                         |
| 41 |                         |                  | William Ewart Gladstone (1809-1898)                                 | 3 dicembre 1868                       | 20 febbraio 1874                  | Partito Liberale                             | Liberali                                |                                                         |
| 42 |                         |                  | Benjamin Disraeli (dal 1876 come Conte di Beaconsfield) (1804-1881) | 20 febbraio 1874                      | 23 aprile 1880                    | Partito Conservatore                         | Conservatori                            |                                                         |
| 43 |                         |                  | William Ewart Gladstone (1809-1898)                                 | 23 aprile 1880                        | 23 giugno 1885                    | Partito Liberale                             | Liberali                                |                                                         |
| 44 |                         |                  | Robert Gascoyne-Cecil Marchese di Salisbury (1830-1903)             | 23 giugno 1885                        | 1º febbraio 1886                  | Partito Conservatore                         | Conservatori                            |                                                         |
| 45 |                         |                  | William Ewart Gladstone (1809-1898)                                 | 1º febbraio 1886                      | 25 luglio 1886                    | Partito Liberale                             | Liberali                                |                                                         |
| 46 |                         |                  | Robert Gascoyne-Cecil Marchese di Salisbury (1830-1903)             | 3 agosto 1886                         | 15 agosto 1892                    | Partito Conservatore                         | Conservatori                            |                                                         |
| 47 |                         |                  | William Ewart Gladstone (1809-1898)                                 | 15 agosto 1892                        | 5 marzo 1894                      | Partito Liberale                             | Liberali                                |                                                         |
| 48 |                         |                  | Archibald Philip Primrose Conte di Rosebery (1847-1929)             | 5 marzo 1894                          | 25 giugno 1895                    | Partito Liberale                             | Liberali                                |                                                         |
| 49 |                         |                  | Robert Gascoyne-Cecil Marchese di Salisbury (1830-1903)             | 25 giugno 1895                        | 12 luglio 1902                    | Partito Conservatore                         | Governo Unionista Tory - LUP            |                                                         |
| 49 | Edoardo VII (1901-1910) |                  | Robert Gascoyne-Cecil Marchese di Salisbury (1830-1903)             | 25 giugno 1895                        | 12 luglio 1902                    | Partito Conservatore                         | Governo Unionista Tory - LUP            |                                                         |
| 50 |                         |                  | Arthur James Balfour (1848-1930)                                    | 12 luglio 1902                        | 5 dicembre 1905                   | Partito Conservatore                         | Governo Unionista Tory - LUP            |                                                         |
| 51 |                         |                  | Sir Henry Campbell-Bannerman (1836-1908)                            | 5 dicembre 1905                       | 7 aprile 1908                     | Partito Liberale                             | Liberali                                |                                                         |
| 52 |                         |                  | Herbert Henry Asquith (1852-1928)                                   | 7 aprile 1908                         | 25 maggio 1915                    | Partito Liberale                             | Liberali                                |                                                         |
| 52 | Giorgio V (1910-1936)   |                  | Herbert Henry Asquith (1852-1928)                                   | 7 aprile 1908                         | 25 maggio 1915                    | Partito Liberale                             | Liberali                                |                                                         |
| 52 | 25 maggio 1915          | 7 dicembre 1916  | Herbert Henry Asquith (1852-1928)                                   | Coalizione Liberal - Tory - Labour    |                                   | Partito Liberale                             |                                         |                                                         |
| 53 |                         |                  | David Lloyd George (1863-1945)                                      | Coalizione Liberal - Tory - Labour    | 7 dicembre 1916                   | 23 ottobre 1922                              | Partito Liberale                        |                                                         |
| 54 |                         |                  | Andrew Bonar Law (1858-1923)                                        | 23 ottobre 1922                       | 22 maggio 1923                    | Partito Conservatore                         | Conservatori                            |                                                         |
| 55 |                         |                  | Stanley Baldwin (1867-1947)                                         | 22 maggio 1923                        | 22 gennaio 1924                   | Partito Conservatore                         | Conservatori                            |                                                         |
| 56 |                         |                  | Ramsay MacDonald (1866-1937)                                        | 22 gennaio 1924                       | 4 novembre 1924                   | Partito Laburista                            | Laburisti                               |                                                         |
| 57 |                         |                  | Stanley Baldwin (1867-1947)                                         | 4 novembre 1924                       | 5 giugno 1929                     | Partito Conservatore                         | Conservatori                            |                                                         |
| 58 |                         |                  | Ramsay MacDonald (1866-1937)                                        | 5 giugno 1929                         | 24 agosto 1931                    | Partito Laburista                            | Laburisti                               |                                                         |
| 58 |                         | 24 agosto 1931   | Ramsay MacDonald (1866-1937)                                        | 7 giugno 1935                         | Organizzazione Nazional Laburista | Governo nazionale Tory - NLP - NLO - Liberal |                                         |                                                         |
| 59 |                         |                  | Stanley Baldwin (1867-1947)                                         | 7 giugno 1935                         | 28 maggio 1937                    | Partito Conservatore                         | Governo nazionale Tory - NLP - NLO      |                                                         |
| 59 | Edoardo VIII (1936)     |                  | Stanley Baldwin (1867-1947)                                         | 7 giugno 1935                         | 28 maggio 1937                    | Partito Conservatore                         | Governo nazionale Tory - NLP - NLO      |                                                         |
| 60 |                         |                  | Neville Chamberlain (1869-1940)                                     | 28 maggio 1937                        | 3 settembre 1939                  | Partito Conservatore                         | Governo nazionale Tory - NLP - NLO      | Giorgio VI (1936-1952)                                  |
| 60 | 3 settembre 1939        | 10 maggio 1940   | Neville Chamberlain (1869-1940)                                     | Coalizione di guerra Tory - NLP - NLO |                                   | Partito Conservatore                         |                                         | Giorgio VI (1936-1952)                                  |
| 61 |                         |                  | Winston Churchill (1874-1965)                                       | 10 maggio 1940                        | 23 maggio 1945                    | Partito Conservatore                         | Coalizione di guerra Tutti i partiti    | Giorgio VI (1936-1952)                                  |
| 61 | 23 maggio 1945          | 26 luglio 1945   | Winston Churchill (1874-1965)                                       | Coalizione Tory - NLP - Liberal       |                                   | Partito Conservatore                         |                                         | Giorgio VI (1936-1952)                                  |
| 62 |                         |                  | Clement Attlee (1883-1967)                                          | 26 luglio 1945                        | 26 ottobre 1951                   | Partito Laburista                            | Laburisti                               | Giorgio VI (1936-1952)                                  |
| 63 |                         |                  | Sir Winston Churchill (1874-1965)                                   | 26 ottobre 1951                       | 6 aprile 1955                     | Partito Conservatore                         | Conservatori                            | Giorgio VI (1936-1952)                                  |
| 64 |                         |                  | Sir Anthony Eden (1897-1977)                                        | 6 aprile 1955                         | 10 gennaio 1957                   | Partito Conservatore                         | Conservatori                            | Elisabetta II (1952-2022)                               |
| 65 |                         |                  | Harold Macmillan (1894-1986)                                        | 10 gennaio 1957                       | 19 ottobre 1963                   | Partito Conservatore                         | Conservatori                            | Elisabetta II (1952-2022)                               |
| 66 |                         |                  | Sir Alec Douglas-Home Conte di Home (1903-1995)                     | 19 ottobre 1963                       | 16 ottobre 1964                   | Partito Conservatore                         | Conservatori                            | Elisabetta II (1952-2022)                               |
| 67 |                         |                  | Harold Wilson (1916-1995)                                           | 16 ottobre 1964                       | 19 giugno 1970                    | Partito Laburista                            | Laburisti                               | Elisabetta II (1952-2022)                               |
| 68 |                         |                  | Edward Heath (1916-2005)                                            | 19 giugno 1970                        | 4 marzo 1974                      | Partito Conservatore                         | Conservatori                            | Elisabetta II (1952-2022)                               |
| 69 |                         |                  | Harold Wilson (1916-1995)                                           | 4 marzo 1974                          | 5 aprile 1976                     | Partito Laburista                            | Laburisti                               | Elisabetta II (1952-2022)                               |
| 70 |                         |                  | James Callaghan (1912-2005)                                         | 5 aprile 1976                         | 4 maggio 1979                     | Partito Laburista                            | Laburisti                               | Elisabetta II (1952-2022)                               |
| 71 |                         |                  | Margaret Thatcher (1925-2013)                                       | 4 maggio 1979                         | 28 novembre 1990                  | Partito Conservatore                         | Conservatori                            | Elisabetta II (1952-2022)                               |
| 72 |                         |                  | John Major (1943)                                                   | 28 novembre 1990                      | 2 maggio 1997                     | Partito Conservatore                         | Conservatori                            | Elisabetta II (1952-2022)                               |
| 73 |                         |                  | Tony Blair (1953)                                                   | 2 maggio 1997                         | 27 giugno 2007                    | Partito Laburista                            | Laburisti                               | Elisabetta II (1952-2022)                               |
| 74 |                         |                  | Gordon Brown (1951)                                                 | 27 giugno 2007                        | 11 maggio 2010                    | Partito Laburista                            | Laburisti                               | Elisabetta II (1952-2022)                               |
| 75 |                         |                  | David Cameron (1966)                                                | 11 maggio 2010                        | 8 maggio 2015                     | Partito Conservatore                         | Coalizione Tory - Lib Dems              | Elisabetta II (1952-2022)                               |
| 75 | 8 maggio 2015           | 13 luglio 2016   | David Cameron (1966)                                                | Conservatori                          |                                   | Partito Conservatore                         |                                         | Elisabetta II (1952-2022)                               |
| 76 |                         |                  | Theresa May (1956)                                                  | Conservatori                          | 13 luglio 2016                    | 9 giugno 2017                                | Partito Conservatore                    | Elisabetta II (1952-2022)                               |
| 76 | 9 giugno 2017           | 24 luglio 2019   | Theresa May (1956)                                                  | Coalizione Tory - DUP                 |                                   |                                              | Partito Conservatore                    | Elisabetta II (1952-2022)                               |
| 77 |                         |                  | Boris Johnson (1964)                                                | Coalizione Tory - DUP                 | 24 luglio 2019                    | 13 dicembre 2019                             | Partito Conservatore                    | Elisabetta II (1952-2022)                               |
| 77 | 13 dicembre 2019        | 6 settembre 2022 | Boris Johnson (1964)                                                | Conservatori                          |                                   |                                              | Partito Conservatore                    | Elisabetta II (1952-2022)                               |
| 78 |                         |                  | Liz Truss (1975)                                                    | Conservatori                          | 6 settembre 2022                  | 25 ottobre 2022                              | Partito Conservatore                    | Elisabetta II (1952-2022)                               |
| 79 |                         |                  | Rishi Sunak (1980)                                                  | Conservatori                          | 25 ottobre 2022                   | 5 luglio 2024                                | Partito Conservatore                    | Carlo III (2022-)                                       |
| 80 |                         |                  | Sir Keir Starmer (1962)                                             | 5 luglio 2024                         | in carica                         | Partito Laburista                            | Laburisti                               | Carlo III (2022-)                                       |

## Ex primi ministri viventi
| Primo ministro | Anni di governo | Data di nascita  | Partito      |
| -------------- | --------------- | ---------------- | ------------ |
| John Major     | 1990-1997       | 29 marzo 1943    | Conservatore |
| Tony Blair     | 1997-2007       | 6 maggio 1953    | Laburista    |
| Gordon Brown   | 2007-2010       | 20 febbraio 1951 | Laburista    |
| David Cameron  | 2010-2016       | 9 ottobre 1966   | Conservatore |
| Theresa May    | 2016-2019       | 1º ottobre 1956  | Conservatore |
| Boris Johnson  | 2019-2022       | 19 giugno 1964   | Conservatore |
| Liz Truss      | 2022            | 26 luglio 1975   | Conservatore |
| Rishi Sunak    | 2022-2024       | 12 maggio 1980   | Conservatore |